# Der medizinische Sachverständige
Der medizinische Sachverständige (MedSach) ist ein zweimonatlich erscheinendes Fachmagazin zur medizinischen Sachverständigentätigkeit. Die Fachzeitschrift veröffentlicht wissenschaftliche Artikel wie Erstveröffentlichungen und Fallvorstellungen sowie Berichte, Kommentare und Informationen aus der Rechtsprechung, von wissenschaftlichen Kongressen und zu Buchveröffentlichungen.
Die Inhalte sind fachübergreifend, sodass Veröffentlichungen aus allen medizinischen Fachrichtungen, der Rechtswissenschaft und angrenzenden medizinischen Disziplinen wie Zahnmedizin und Psychologie publiziert werden.

## Charakteristika und Zielgruppe
Der MedSach zählt neben gutachtlich tätigen und forschenden Heilberuflern selbst auch Rechtsanwälte, Richter sowie Mitarbeiter von Versicherungen und Leistungsträgern der Sozialversicherung wie der gesetzlichen Krankenversicherung (GKV) und der gesetzlichen Rentenversicherung (GRV) zu seiner Zielgruppe. Die Zeitschrift wurde 1894 als Ärztliche Sachverständigen-Zeitung gegründet und erscheint sowohl in Druckform als auch als E-Paper.
Vor der Annahme von Originalarbeiten werden diese im Peer-review-Verfahren geprüft. Zu den Redaktionsmitgliedern gehören unter anderem Peter Becker, Hauke Brettel und Bernhard Widder.
Es werden Themen der medizinischen Begutachtungspraxis und -forschung innerhalb des Zivil- und Verwaltungs-, des Sozialrechts sowie des Strafrechts behandelt.

## Themenbereiche
Das Magazin gliedert sich in die Rubriken:
- Der interessante Fall
- Aus der Rechtsprechung
- Berichte & Informationen
- Buchbesprechungen
- Editorial
- Kongressankündigungen
- Originalbeiträge